# Taiping (Malaysia)
Koordinaten: 4° 51′ N, 100° 44′ O
Taiping ("Stadt des ewigen Friedens", früher: Klian Pauh – der Name Klian bedeutet so viel wie Bergwerk und Pauh ist eine kleine Mango-Frucht) liegt in einer weiten Ebene zu Füßen der Gebirgskette Bukit Bintang auf ca. 23 Meter Höhe. Höchster Berg in der Umgebung ist mit 1448 Metern der Gunung Hijau (Green Mountain). Die Stadt wurde 1874 gegründet und ist damit eine der ältesten Städte des südostasiatischen Staates Malaysia. Taiping liegt im Bundesstaat Perak im Nordwesten der Malaiischen Halbinsel und ist mit 245.182 Einwohnern (Stand: 2013) die zweitgrößte Stadt des Bundesstaates Perak. Im Zeitraum von 1876 bis 1937 war Taiping Hauptstadt des Sultanats Perak, seit 1937 ist die Stadt Ipoh Hauptstadt, vor 1876 war es die Stadt Kuala Kangsar, die bis heute Residenzstadt des Sultans ist. Taiping liegt ca. 80 km südöstlich von Georgetown, Penang und knapp 50 km nordwestlich von Ipoh. Die Stadt ist per Bahnlinie mit Butterworth auf  Penang und weiter im Norden mit Padang Besar/Perlis an der Grenze zu Thailand verbunden. Im Süden erreicht man via Ipoh die malaysische Hauptstadt Kuala Lumpur. Die allererste Bahnlinie auf der malaysischen Halbinsel – heute nicht mehr in Betrieb – wurde hier im Jahre 1885 eröffnet und verband durch ein Gleis von 12,8 km Länge die damaligen Bergwerke in und um Taping mit dem Hafen Port Weld, von dem aus das Zinn verschifft und exportiert wurde. Port Weld heißt heute Kuala Sepetang und ist ein Fischerdorf an der Mangrovenküste.
In den späten Fünfzigern des 19. Jahrhunderts begannen unter zunächst malaiischer Herrschaft (Sultan Jaafar Muazzam Shah (1857–1865), Long Jaafar, Nga Ibrahim), später dann unter britischer Oberhoheit (Sir J. W. W. Birch, Sir Hugh Low, Sir Frank Swettenham) chinesisch-stämmige Unternehmer hier den industrialisierten Zinnabbau, wofür zehntausende chinesische Arbeiter (Kulis) angeworben wurden. Das Erz wurde in einer Reihe von Zinnminen entlang des Flusses Sungai Larut abgebaut. Eine bedeutende Rolle bei der Entwicklung des Zinnbergbaus in Perak hatte der angesehene chinesische Unternehmer, Philanthrop und Zinn-Magnat "Kapitan China" Chung Keng Kwee (1827–1901) und sein Sohn Chung Tye Pin (1879–1935), einer der "Zinn-Barone". Die Stadt Taiping entwickelte sich zu einer Boomtown, in der Geheimbünde (Triaden) in den drei Larut-Kriegen erbittert um die Vormachtstellung kämpften. Unter britischer Vermittlung wurde von den sich bekriegenden chinesischen Lagern schließlich der Vertrag von Pangkor 1874 auf der Insel Pangkor geschlossen. Nach der Einigung beschloss man, die in zwei feindliche Lager gespaltene Stadt in "Stadt des ewigen Friedens" (Taiping) umzubenennen.
Bis heute wird in Taiping Zinn gefördert, es wird Reis und Kautschuk angebaut. Taiping gilt als die niederschlagsreichste Stadt Malaysias (Niederschlagsmenge von 3.200 mm/Jahr). Die Stadt hat den Charakter eines ländlich-ruhigen regionalen Oberzentrums. Einige militärische Einheiten sind hier stationiert.
So wie überall in West-Malaysia besteht die Bevölkerung ethnisch vor allem aus Malaien, Chinesen und Indern. In Taping leben aber anders als anderswo in Malaysia mehrheitlich chinesisch-stämmige Menschen. Der Anteil der Chinesen liegt bei ca. 46 %, der der Malaien bei ca. 40 % und der der ethnisch indischen Einwohner bei ca. 12 %.

## Sehenswürdigkeiten
- Das Perak Museum ist das erste und älteste Museum der malaiischen Halbinsel. Es wurde 1876 von Sir Hugh Low gegründet. Es verfügt über 8000 ethnologische, historische, archäologische und biologische Exponate.[1]
- Im staatlichen Zoo Taiping können im Rahmen einer Nachtsafari nachtaktive Tiere beobachtet werden.[2]

- Im Stadtzentrum findet sich der Lake-Garden, ein von der Bevölkerung gern besuchter Park rund um einen See, der vielen Vögeln (auch dem Nashornvogel) ein Standquartier bietet. Der See überdeckt einen ehemaligen Zinn-Tagebau und ist damit ein Beispiel für eine gelungene Renaturierung. Der See wird umstanden von mächtigen Bäumen, den Regenbäumen (Albizia saman). Vom Maxwell-Hill (Bukit Larut), Höhe ca. 1.000 Meter, bietet sich eine schöne Aussicht auf die Stadt.

## Söhne und Töchter der Stadt
- Muhammad Hakimi Ismail (* 1991), Leichtathlet